# Michel Duffour (cyclisme)
Pour l'homme politique français, voir Michel Duffour. Pour les homonymes, voir Duffour.
Michel Duffour, né le 12 septembre 1955 à Mirande et mort le 25 avril 2005 à Gimat, est un coureur cycliste français. Il participe à des compétitions durant les années 1970 et 1980.

## Biographie
Michel Duffour fut l'un des meilleurs cyclistes amateurs du Sud-Ouest. Au niveau international, il a été membre de l'équipe de France, notamment pour disputer la Course de la Paix. Il est également pré-sélectionné pour les Jeux olympiques de 1984, sans toutefois être retenu dans la liste finale.
Après sa carrière cycliste, il devient éducateur sportif départemental, puis crée une entreprise dans l'entretien des jardins et espaces verts. Il meurt accidentellement le 25 avril 2005 à Gimat.

## Palmarès
- 1973
  - Championnat des Pyrénées juniors
- 1974
  - Bordeaux-Arcachon
- 1979
  - 2e du Grand Prix Pierre-Pinel
  - 3e du championnat de France des comités
- 1980
  - Ronde de l'Armagnac
  - 2e de Paris-Évreux
  - 2e de Paris-Auxerre
  - 3e de La Tramontane
  - 3e du Grand Prix Pierre-Pinel
- 1981
  - Grand Prix de Nogent-sur-Oise
- 1982
  - 2e des Boucles catalanes
- 1985
  - La Tramontane
  - Bordeaux-Saintes
- 1986
  - Prix Euromarché
  - 2e du Grand Prix de Monpazier
- 1987
  - Grand Prix de Biran